# Astoria (Neurenberg)
Astoria is een historisch merk van motorfietsen.
De bedrijfsnaam was "Astoria Motorenwerk GmbH, Neurenberg"
Dit was een Duitse fabriek die tussen 1923 en 1925 289cc-tweetakten maakte en in 1925 werd overgenomen door Nestoria.